# Força Aérea Portuguesa
A Força Aérea Portuguesa (FAP) é o ramo aéreo das Forças Armadas Portuguesas. As suas origens remontam a 1912, altura em que começaram a ser constituídas as aviações do Exército e da Marinha. Em 1 de Julho de 1952, as aviações do Exército (Aeronáutica Militar) e da Marinha (Aviação Naval) foram fundidas num ramo independente denominado Força Aérea Portuguesa.
Este ramo tem como comandante o Chefe do Estado-Maior da Força Aérea (CEMFA), principal colaborador do Ministro da Defesa Nacional e do Chefe do Estado-Maior General das Forças Armadas. O Comandante Supremo é, por inerência, o Presidente da República Portuguesa. Ao longo da sua história, a FAP tem vindo a realizar a sua missão de forma eficaz, através da realização de operações de busca e salvamento em território nacional, salvando no decorrer dos anos milhares de vidas, defendendo o espaço aéreo nacional, realizando operações de apoio aéreo aproximado, transporte aéreo e reconhecimento aéreo em conflitos armados como a Guerra do Ultramar, e tem representado as forças armadas e Portugal em diversas missões internacionais, quer de âmbito humanitário como na Guerra Civil Angolana, cultural, como a participação em festivais e demonstrações aéreas, e de manutenção da paz, em missões como a Força Internacional para Timor-Leste e a Força do Kosovo.

## Missão
A FAP, parte integrante do sistema de forças de Portugal, tem por missão cooperar de forma integrada na defesa militar da República Portuguesa, através da realização de operações aéreas, na defesa do espaço aéreo nacional e em missões no âmbito dos compromissos internacionais. Sempre que empregue numa qualquer missão, a Força Aérea Portuguesa tem o objectivo de gerar poder aéreo e criar uma capacidade de resposta eficaz, ter a segurança como factor crítico da missão e ter em conta o valor das pessoas e a qualidade dos meios empregues, buscando ser uma organização ágil, flexível, inovadora, coesa, motivada e disciplinada.

## História

### Antecedentes
A aviação em Portugal teve o seu início no dia 20 de Junho de 1540, quando um sapateiro de nome João Torto saltou de uma torre, em Viseu, com um engenho construído por si mesmo, numa tentativa falhada para conseguir voar. Passados 169 anos, o padre português Bartolomeu de Gusmão apresentou em Lisboa, perante o rei D. João V, um engenho que consistia num pequeno balão de ar quente que se elevava no ar; este engenho fez de Bartolomeu o inventor do aeróstato, abrindo assim as portas à aerostação e à aviação. O primeiro aeronauta português surgiria em 1884, quando Abreu de Oliveira se elevou num balão a gás, apesar de ter acabado por cair no rio Tejo. Já no final do século XIX, Cipriano Pereira Jardim inventa o primeiro balão dirigível português, construído para fins militares. No dia 12 de Julho de 1909, o militar português Óscar Blank tornou-se o primeiro português (e um dos primeiros do mundo) a receber uma licença de piloto aviador. Meses mais tarde, a 17 de Outubro, um aviador francês tornou-se na primeira pessoa a pilotar um avião em Portugal e, a 11 de Dezembro de 1909, é fundado o Aero Club de Portugal, com o objectivo de divulgar e promover a aeronáutica. O primeiro voo realizado por um português nos céus nacionais foi levado a cabo por Alberto Sanches de Castro, no dia 1 de Setembro de 1912. Ainda em 1912, com o apoio do então Presidente da República, foi criada a Aeronáutica Militar, uma organização que buscou e adquiriu as primeiras três aeronaves para Portugal: um Deperdussin Tipo B, um Avro 500 e um Maurice Farman MF4.

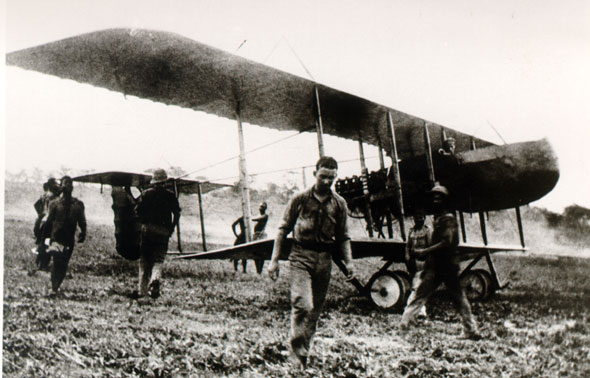
Um Farman F.40 português em Moçambique, durante a Primeira Guerra Mundial

No dia 14 de Maio de 1914, é publicada uma lei que instituía a primeira escola de aviação militar, que viria a ser instalada em Vila Nova da Rainha, sendo esta mesma inaugurada no dia 1 de Agosto de 1916. Do primeiro curso desta escola, saíram homens como Sarmento de Beires e Pinheiro Correia, que durante a sua carreira deixariam a sua marca na história da aviação em Portugal. Este período é considerado o começo daquilo que se pode chamar de Força Aérea Portuguesa, sendo ainda em 1914 criado o Serviço Aeronáutico Militar, por parte do Exército Português. Durante a Primeira Guerra Mundial, Portugal enviou vários pilotos para combaterem em França e nas colónias, entre os quais ficou marcado na história o piloto Óscar Monteiro Torres, o primeiro piloto português a morrer em combate aéreo. Em Setembro de 1917, Jorge Sousa Gorgulho torna-se no primeiro português a voar em África, tendo se tornado, no dia seguinte, também o primeiro a morrer num acidente aéreo. Ainda durante o conflito, a Marinha Portuguesa cria o seu braço aéreo, denominado Serviço de Aviação da Armada, que no ano seguinte muda de nome para Serviço da Aeronáutica Naval, e assim se mantém até 1931, quando muda para Aviação Naval. O Exército muda também a designação da sua componente aérea, passando a designa-la por Serviço da Aeronáutica Militar e, mais tarde, Aeronáutica Militar.

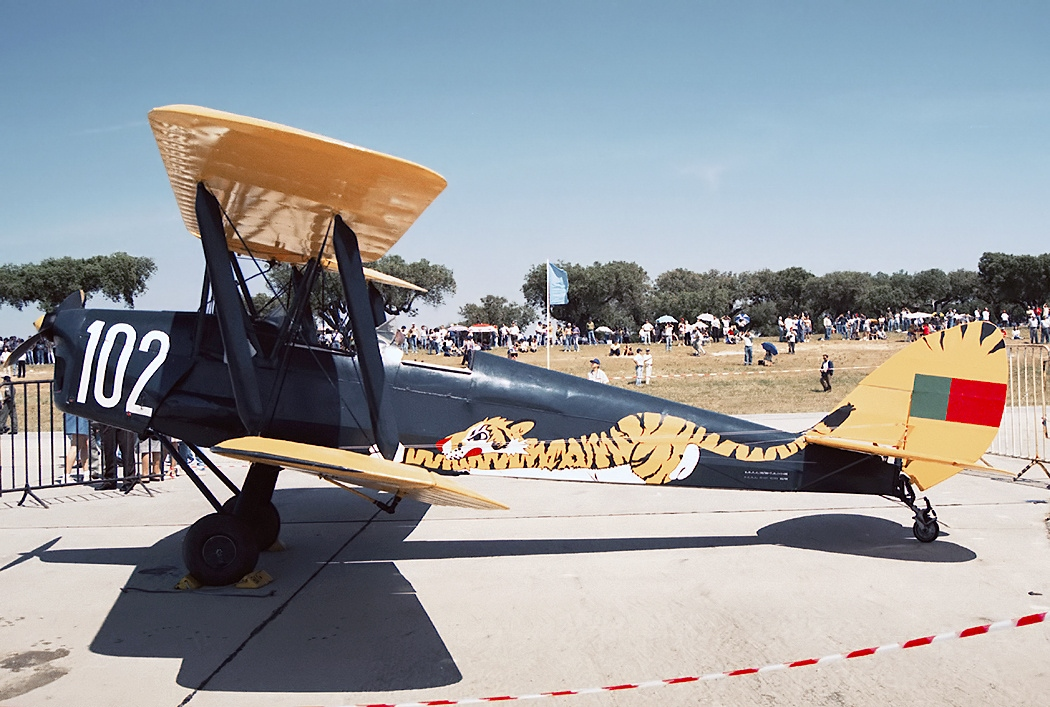
Tiger Moth da Força Aérea Portuguesa em exposição

Durante 1919, instala-se na Amadora, em terrenos que actualmente estão ocupados pela Academia Militar, o Grupo de Esquadrilhas de Aviação da República (GEAR), um local de onde surgiriam durante vários anos ideias que resultariam numa série de viagens pioneiras por parte de pilotos portugueses. O GEAR é também a primeira unidade operacional de aviação militar em Portugal, sendo composta por esquadrilhas de caça, bombardeamento e observação. Em 1920, a escola aeronáutica de Vila Nova da Rainha muda-se definitivamente para a Granja do Marquês, em Sintra, constituindo assim o núcleo e a base daquilo que mais tarde se viria a tornar na Base Aérea Nº 1 e na Academia da Força Aérea. Durante os anos 20, uma série de voos pioneiros marcaram a história da aviação em Portugal, com uma série de militares e civis a realizarem voos de longo alcance, para lugares um pouco por todo o mundo, como o Brasil e Macau; durante esta década, Portugal contava com três bases aéreas: a Base Aérea Nº 1, em Sintra, a Base Aérea Nº 2, em Ota, e a Base Aérea Nº 3, em Tancos. Nos anos 30, a Marinha e o Exército prosseguiram com a aquisição de vários tipos de aeronaves mais avançadas, e no meio civil várias dezenas de clubes de aviação foram criados; nesta década, também é criado em Portugal o primeiro avião português, um hidroavião baptizado "Portugal", que hoje está em exposição num pavilhão da OGMA (Oficinas Gerais de Material Aeronáutico), em Alverca.

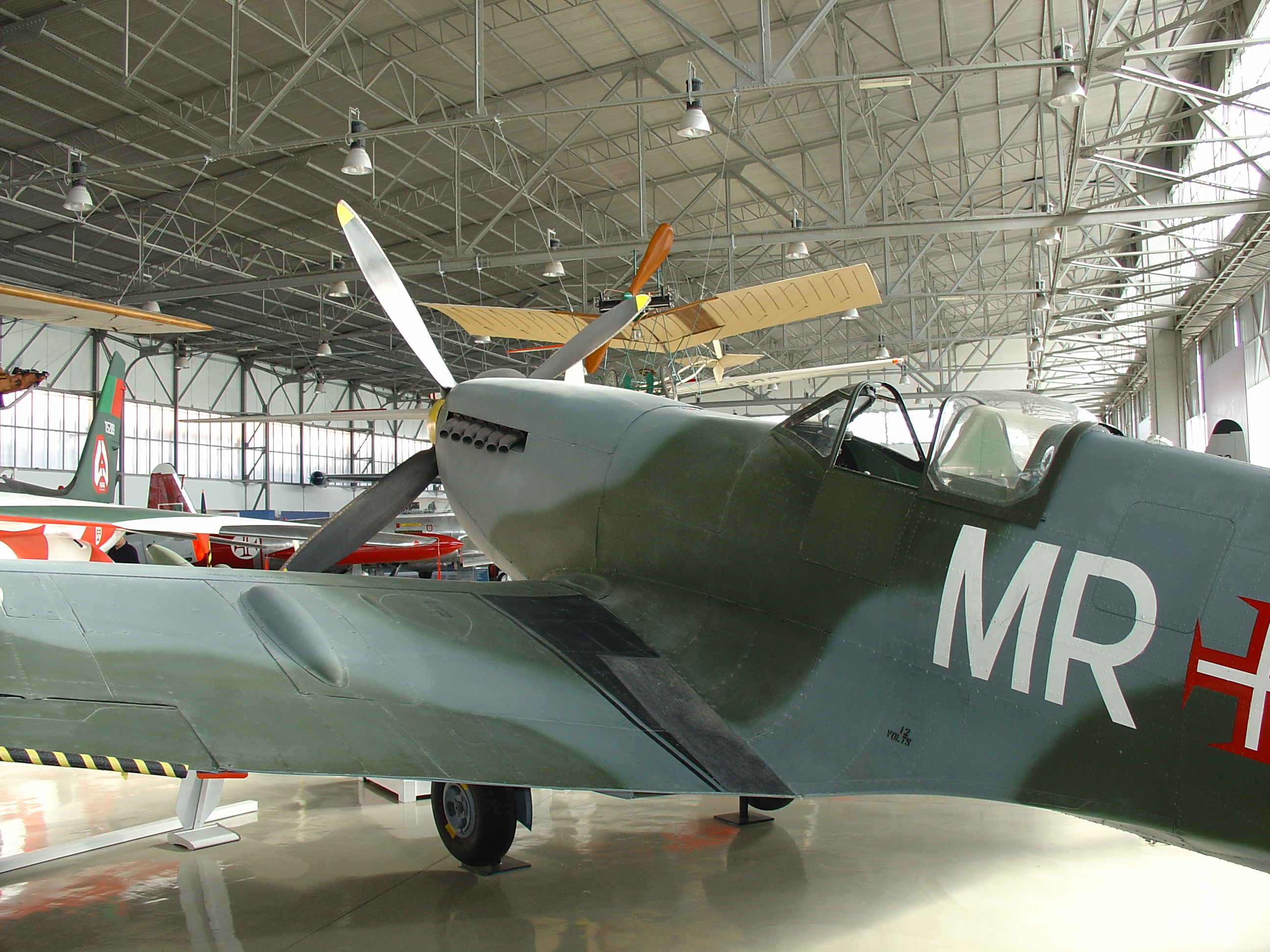
Um Supermarine Spitfire em exposição no Museu do Ar

Na segunda metade da década de 30, com as tensões bélicas a aumentarem na Europa e aliado ao clima político que se vivia em Portugal, a arma da aeronáutica do exército efectuou vários voos de apoio e reconhecimento em prol da Espanha Nacionalista e em apoio a missões da Luftwaffe contra a Espanha Republicana. Durante a Segunda Guerra Mundial, Portugal veio a armar os seus dois braços aéreos (o do exército e o da marinha) com novos hidroaviões e modernos aviões, entre os quais se pode destacar os alemães Junkers Ju 52 e Junkers Ju 86, os britânicos Bristol Blenheim, Hawker Hurricane e Supermarine Spitfire, e os norte-americanos P-38 Lightning e Consolidated B-24 Liberator, um reflexo da dualidade diplomática em que Portugal estava inserido. Durante este conflito, foram criadas mais bases aéreas e aeródromos, como é o exemplo da Base Aérea das Lajes, na Ilha Terceira, Açores, que serviu para assegurar a defesa militar do arquipélago açoriano e de base de apoio às operações aéreas norte-americanas contra a Alemanha Nazi. Com o final da Segunda Guerra Mundial e consequente posição de Portugal entre os aliados vencedores, Portugal fez parte do conjunto de países fundadores da NATO, surgindo assim a necessidade de uma reforma nas esferas militares. Com efeito, foi assim criado o Ministério da Defesa, a posição militar de Chefe do Estado-Maior-General das Forças Armadas e o Ministério da Guerra passou a designar-se Ministério do Exército, o que levou à criação do Subsecretariado de Estado da Aeronáutica, hierarquicamente dependente do Ministério da Defesa. Com a uniformização das estruturas militares de todos os países da NATO, e apesar de alguma resistência por parte dos militares portugueses, os braços aéreos da Marinha e do Exército foram, por lei, fundidos no dia 27 de Junho de 1952, sob o nome de Força Aérea Portuguesa, que teve o seu verdadeiro começo como ramo independente no dia 1 de Julho de 1952.

### Primeiros anos da FAP
A primeira organização da Força Aérea consistiu em um Comando Geral das Forças Aéreas, um Comando das Forças Aéreas Operacionais, um Comando de Instrução e Treino, seis bases aéreas, quatro aeródromos-base, um grupo de esquadras de caça, esquadras de aviação de cooperação com as forças de terra e navais, unidades de busca e salvamento, formações de transporte aéreo, esquadras de treino, escolas, unidades de alerta e tropas de defesa terrestre contra aeronaves.

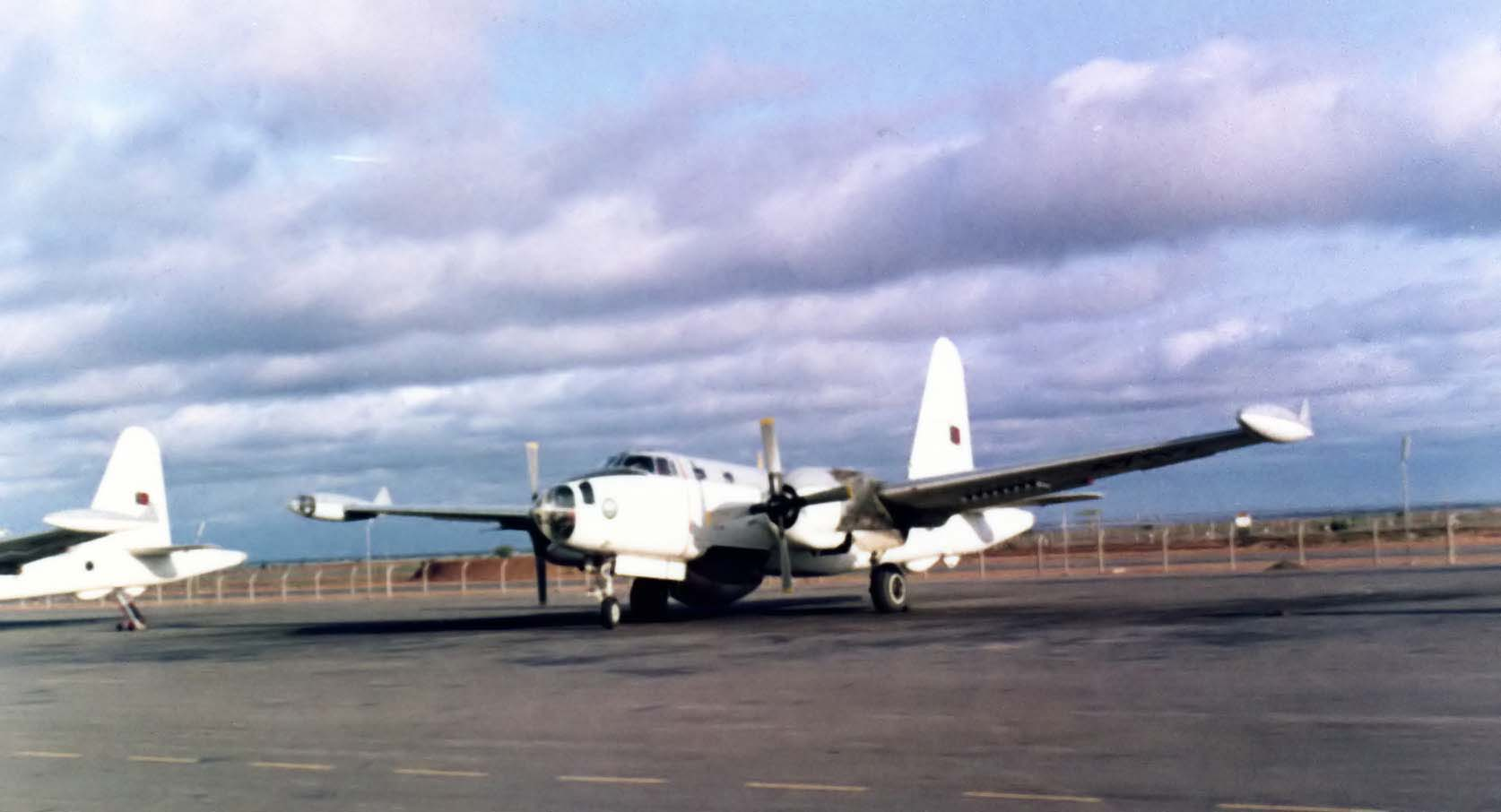
Dois P2V-5 Neptune da FAP

Sob esta nova organização, onde os aviões passaram a estar agrupados em esquadras e não em esquadrilhas, houve lugar para um alargamento e modernização das forças. Ao abrigo da NATO, os primeiros aviões cedidos a Portugal foram 50 caças Republic F-47 Thunderbolt, formando duas esquadras na Base Aérea Nº 2, na Ota. Ainda em 1952, chegaram à Ota os primeiros aviões a jacto, dois De Havilland Vampire, sendo também os dois primeiros aviões a jacto a voar nos céus de Portugal. Em 1953 foram adquiridos também 50 aviões de combate a jacto Republic F-84 e 15 Lockheed T-33. Portugal estava assim, já em 1952, entre os poucos países com uma força aérea considerável de poderio a jacto. Entre 1953 e 1954, na recém modernizada BA6, orientou-se o esforço aéreo para a luta anti-submarina e criou-se a Primeira Esquadra de Transportes Aéreos, com base no Aeroporto da Portela, composta por 7 aviões C-54 Skymaster (cinco dos quais adquiridos ao abrigo da NATO).
Em 1955 foi criado o primeiro Batalhão de Tropas Paraquedistas, com sede na Base Aérea de Tancos, e foi criada a primeira estação de radar em Montejunto.
No dia 1 de julho de 1955, dia do 3.º aniversário da Força Aérea Portuguesa, doze aviões F-84 Thunderjet, comandados pelo capitão Rangel de Lima, saíram da Base Aérea da Ota para participar nas comemorações, efetuando um voo festivo pela região Centro, e atravessando o distrito de Coimbra, que teria boa visibilidade. Pelas 10h00, os oito pilotos sobrevoaram a Serra do Carvalho, no concelho de Vila Nova de Poiares, mas o nevoeiro cerrado daquele dia envolveu a serra num "manto de invisibilidade". Seguiam quatro aviões à frente, quatro atrás e quatro ainda mais atrás. Todos em "escada", para evitar os remoinhos de vento. Apenas os primeiros quatro, nos quais se incluía o capitão Rangel de Lima, passaram além serra, num voo rasante, tendo os restantes oito embatido violentamente no terreno, provocando morte imediata aos pilotos. Este foi o mais trágico acidente da história da Força Aérea Portuguesa e um dos maiores do género, a nível mundial, atendendo ao número de aviões envolvidos.
Em 1956, deu-se mais um salto no âmbito da defesa aérea, com a criação do Grupo de Detecção e Controlo da Intercepção, sediado em Monsanto, Lisboa; este grupo era especial na sua forma de serviço, pois estava ligado às unidades de caças e à artilharia antiaérea do Exército e da Armada, isto em caso de ataque. Passados quatro anos de trabalho e organização, em 1956 foi estruturado o Estado-Maior no seu molde tradicional, o território nacional foi dividido em três Regiões Aéreas, que podiam ser subdivididas em Zonas Aéreas caso necessário, e passaram a existir determinadas especialidades e serviços: Serviço de Comunicações e Tráfego Aéreo, Serviço de Recrutamento e Instrução, Serviço de Saúde, Serviço de Material, Serviço de Infraestruturas e Serviço de Intendência e Contabilidade. As três Regiões Aéreas estendiam-se quase por todo o globo (a Região Nº 1 abrangia Portugal Continental, Açores, Madeira e Cabo Verde, a Região Nº 2 Angola, Guiné e S. Tomé e Príncipe, e a Região Nº 3 Moçambique, Índia Portuguesa, Macau e Timor) e tinham cada uma um comando próprio, em Lisboa, Luanda e Lourenço Marques, respectivamente.
Os meios aéreos continuaram a aumentar em número e modernidade até 1961, tendo sido adquiridos quinze aviões bimotores Lockheed PV-2 Harpoon em 1956 e mais trinta em 1961; seguiram-se mais quinze aviões T-6 Havard, cinquenta North American F-86 Sabre e sete Sud Aviation Alouette II, em 1958; sete Beechcraft C45 Expeditor e cinco T-33 Silver Star em 1959, e doze Noratlas e doze Lockheed P-2V5 Neptune em 1960.

### Guerra do Ultramar

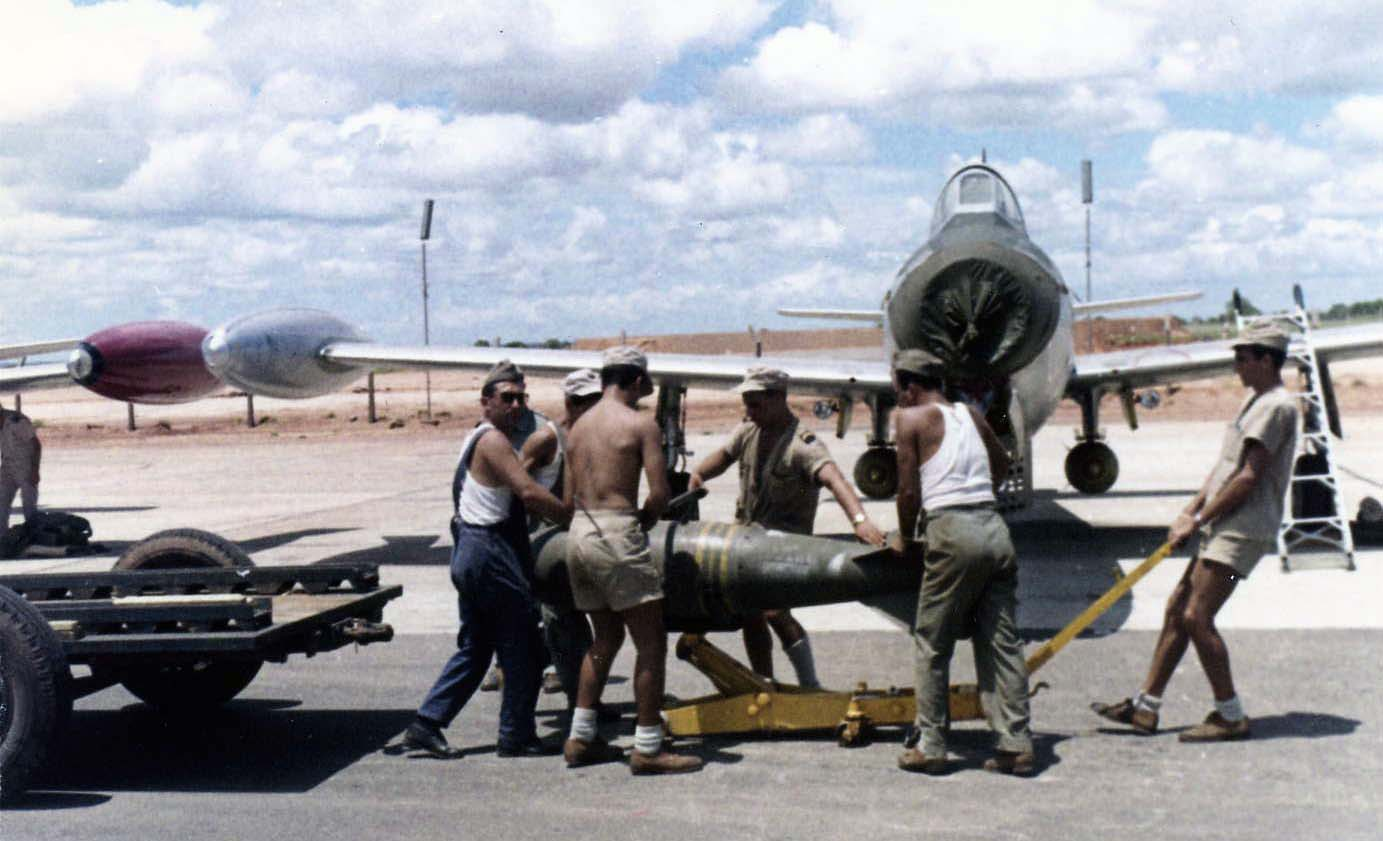
Um F-84 da Força Aérea Portuguesa a ser municiado nos anos 60, na Base Aérea de Luanda

Antes no início da Guerra do Ultramar, Portugal já havia passado por uma situação semelhante nos territórios ultramarinos na Índia, tendo as mais altas esferas de comando começado, de imediato, um estudo aos territórios ultramarinos em África para uma eventual necessidade de apoio aéreo a operações militares terrestres. Contudo, por diversos motivos políticos, militares e de natureza económica, foi negligenciada a necessidade de construção de infraestruturas necessárias para uma eficaz actuação da Força Aérea em África. Depois da Independência do Congo Belga, em 1960, foram iniciados os primeiros esforços com vista à instalação da Força Aérea em Angola, com uma estratégia para a protecção do norte e leste desta província ultramarina; isto fez de Luanda um ponto de partida para o poder aéreo naquela região. Por toda a província angolana, uma série de aeródromos foram idealizados, sendo as principais plataformas aéreas a Base Aérea Nº 9, em Luanda, o Aeródromo-base Nº 3 no Negage e o N.º 4 em Henrique de Carvalho. O desenvolvimento destas unidades deu à Força Aérea Portuguesa uma série de conhecimentos que seriam aplicados em outras unidades e regiões semelhantes.

Um Alouette III da FAP no decorrer de uma evacuação.

Em 1961, o estado autorizou a criação de um corpo de enfermeiras paraquedistas, uma aposta que durante a guerra revelar-se-ia um sucesso pelos números de vidas salvas. Em Moçambique, deu-se início à instalação de meios aéreos, principalmente de transporte, e à construção de infraestruturas, ficando as primeiras unidades aéreas próximas aos aeroportos já existentes, nomeadamente o de Lourenço Marques, onde se instalou o primeiro destacamento de tropas paraquedistas, e o da Beira, onde se instalaram postos de comunicação. Em Nampula foi criado o Aeródromo-base Nº 5, em 1962, operando aviões T-6 e Dornier 27. Os primeiros PV2 chegaram à Beira em Fevereiro de 1962, e no final do ano a Base Aérea Nº 10 receberia vários aviões Noratlas. Além da natureza militar destes empreendimentos, a Força Aérea prestava também inúmeros serviços sanitários e logísticos às populações ali instaladas. Na Guiné, quando a guerra se iniciou em 1963, a Força Aérea instalou-se no Aeroporto de Bissau, com a criação da Base Aérea Nº 12, seguida mais tarde com pistas asfaltadas em Nova Lamego, Cufar e Aldeia Formosa.

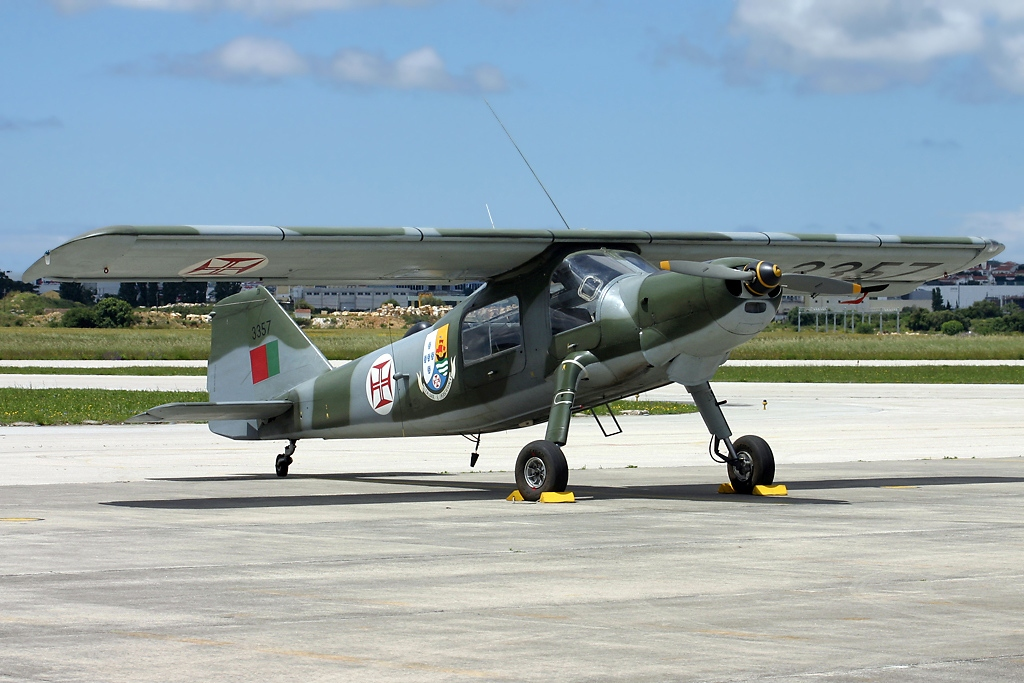
Dornier Do-27 da FAP, uma aeronave STOL muito utilizada durante a Guerra do Ultramar

Assim, a missão da Força Aérea no Ultramar assentava-se em três pilares: transporte aéreo de militares e mercadorias, reconhecimento aéreo e apoio aéreo às operações terrestres. Além disto, por várias vezes a FAP levou a cabo missões exclusivas de guerra psicológica e de lançamento de tropas aero-transportadas contra grupos de guerrilheiros. Quando se fazia uso dos helicópteros ou de lançamento de tropas paraquedistas, havia sempre quatro parelhas de aviões envolvidas, duas de reserva e duas empenhadas. Estas missões da FAP eram sempre executadas com um alto grau de sucesso, devido ao facto de haver uma total supremacia aérea em contraste com os grupos guerrilheiros que não possuíam qualquer meio aéreo, com excepção de alguma actividade de artilharia antiaérea na Guiné e Mueda no Norte de Moçambique. Na fase final da guerra, com a introdução de mísseis SAM 7 na Guiné e em Moçambique, passou a haver supremacia aérea dos guerrilheiros em pequenas porções de território.
Na fase avançada da guerra, a partir de 1968, o dispositivo da Força Aérea Portuguesa no Ultramar era o seguinte:
- Região Aérea Nº 1: Zona Aérea de Cabo Verde e Guiné - Base Aérea Nº 12 e três aeródromos;
- Região Aérea Nº 2: Base Aérea Nº 9, Aeródromo-base Nº 3 e Nº 4, e nove aeródromos;
- Região Aérea Nº 3: Base Aérea Nº 10, Aeródromo-base Nº 5, Nº 6, Nº 7 e Nº 8, e sete aeródromos.

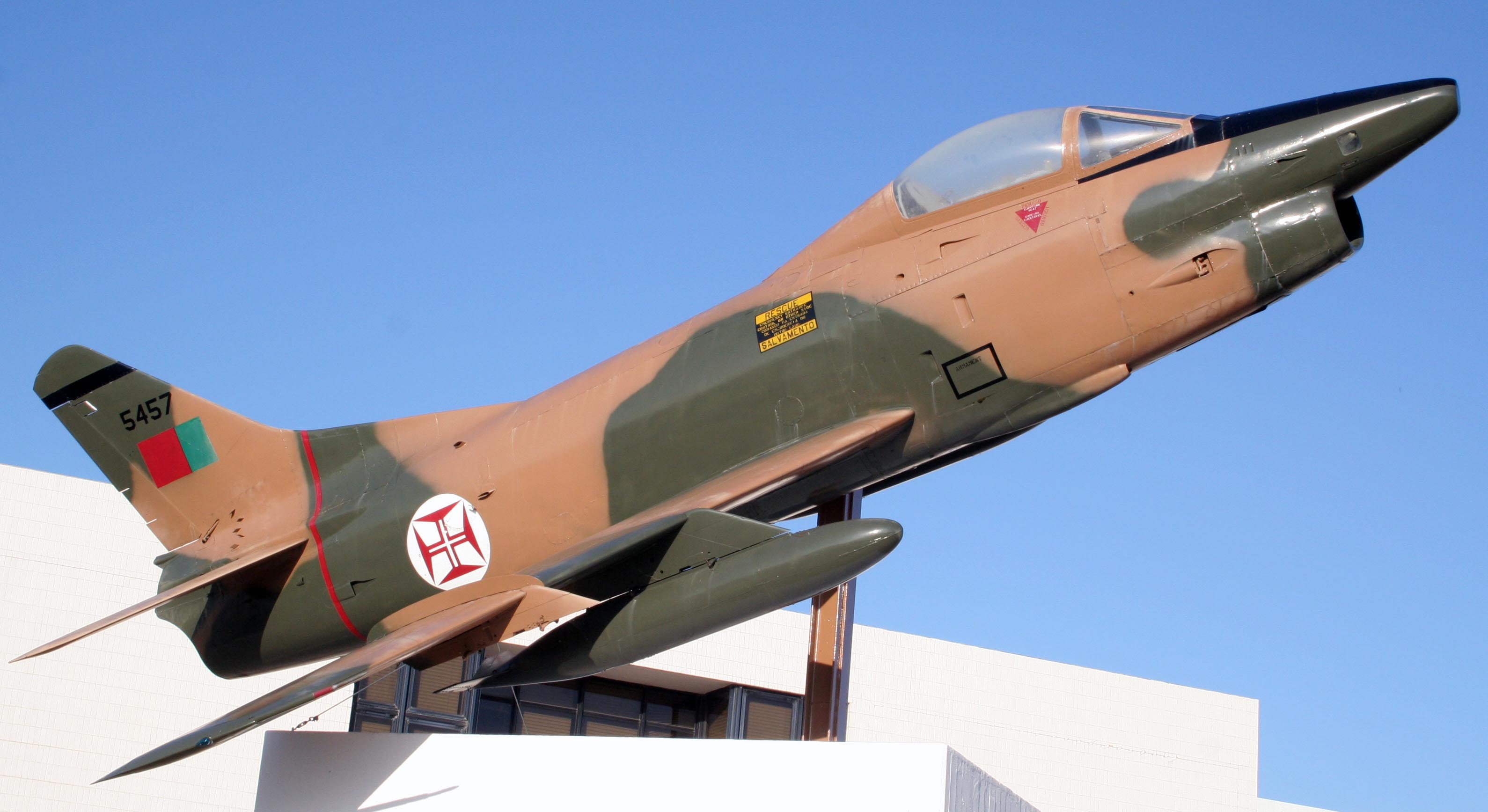
Um Fiat G-91 português em exposição

O número de aeronaves colocadas em cada uma das províncias ultramarinas nunca foi elevado, sendo que nunca ultrapassou, no total, centena e meia de aviões em prontidão de serviço. Isto mostrava como a Força Aérea actuava no palco meramente como uma força de apoio indispensável, em vez de uma força totalmente independente com as suas próprias missões e objectivos tácticos.
Com o bloqueio que Portugal sofreu devido à sua posição inflexível em relação à independência das suas províncias, os meios aéreos que estavam a operar em África ou eram do tempo da Segunda Guerra Mundial ou eram aeronaves civis adaptadas para serviço militar. Uma das raras excepções foi a dos aviões Fiat G-91, vendidos pela República Federal da Alemanha, graças às facilidades concedidas na utilização germânica da Base Aérea de Beja. Além do facto de os aviões começarem a ser obsoletos para o serviço que prestavam, as sanções de material militar forçavam cada vez mais o uso prolongado de determinadas máquinas, materiais e peças. O armamento usado durante a guerra era de fraca qualidade, antigo e susceptível de falhas.

### Pós 25 de Abril
Em Abril de 1974 a Força Aérea, que havia começado a sua existência 23 anos antes como uma força moderna, havia perdido o contacto com as evoluções técnicas que apareciam no mundo. Nos anos seguintes, foi feito um esforço de modernização à custa da alienação de muitas aeronaves já, então, desnecessárias. Com a mudança do panorama político, veio a mudança do panorama territorial que a Força Aérea cobria pelo mundo, tendo-se começado então a pensar numa reorganização de acordo com a nova realidade territorial e regras da NATO. Os oficiais que necessitavam passar por determinados cursos frequentavam, até então, a Academia Militar, que dispunha de cursos para o efeito. A partir de 1 de Fevereiro de 1978, a Academia da Força Aérea começa a sua actividade, na altura, com apenas um curso activo, o de piloto-aviador. A partir deste momento, a Força Aérea Portuguesa passaria a formar de raiz os seus quadros superiores de uma forma totalmente independente do exército.

### Actualidade

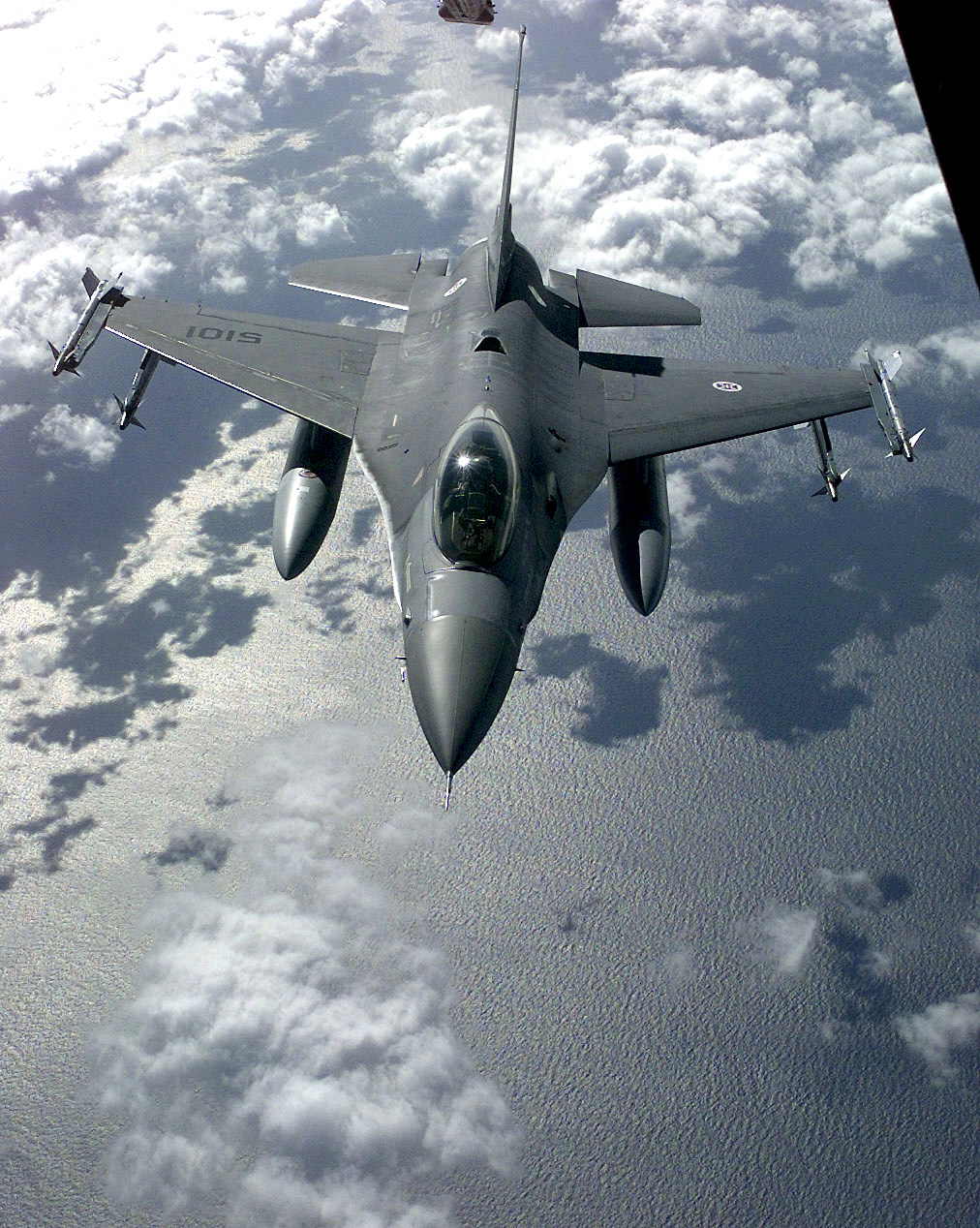
Um F-16 da Força Aérea Portuguesa, no decorrer de um exercício de treino de reabastecimento aéreo

Para modernizar a Força Aérea Portuguesa e fazer dela uma força credível no panorama geoestratégico da NATO e da Europa, o ramo aéreo português iniciou uma actualização dos seus meios e da sua estrutura. Foram formadas quatro esquadras de combate, uma das quais de luta anti-submarino e, além destas, nove esquadras de voo com outros fins. Das quatro esquadras de combate, duas ficaram equipadas com caças F-16 Fighting Falcon, uma com aviões Alpha-Jet e outra com o P-3P Orion, que também tem como missão a busca e salvamento de longo alcance. Apesar da actualização dos meios aéreos, como a aquisição de aviões C-130 a partir de 1977 e a substituição do C-212 pelo C-295 e do SA-330 Puma pelo EH-101, algumas aeronaves mais antigas continuam empenhadas na realização de missões, como é o caso do Alouette III que realiza ocasionalmente transporte aéreo e ainda é uma peça fundamental na instrução de pilotagem de helicópteros e de apoio táctico.
A FAP dispõe também de meios de transporte VIP a jacto, através das aeronaves Falcon 50, que realizam transporte aéreo de altas entidades militares e de estado, assim como transporte rápido de órgãos para transplante. Para o treino e instrução de pilotos, existem várias aeronaves distribuídas por várias esquadras, como os planadores ASK-21 e L-23 Super Blanik, e aviões Chipmunk MK 20 modificados, Aerospatiale Epsilon-TB 30 e o helicóptero Alouette III.
Devido aos compromissos de Portugal com diversas organizações internacionais, como por exemplo a União Europeia, a NATO e a ONU, a Força Aérea tem sido diversas vezes destacadas para missões em vários continentes e situações completamente distintas, tanto em cenários de guerra como em desastres naturais, destacando-se a Guerra do Golfo, o embargo à antiga Jugoslávia, missões de manutenção da paz no Kosovo e em Timor-Leste, e em missões humanitárias no Ruanda, Congo e em Angola, destacando-se recentemente os esforços de vigilância, busca e salvamento no Mar Mediterrâneo aquando da crise Migratória na Europa, através da participação em operações como a SOPHIA e a FRONTEX, cenário onde a FAP já resgatou e salvou milhares de vidas. Em Dezembro de 2016, a Força Aérea ganhou um concurso onde irá liderar uma experiência pioneira de uso de drones no controlo de imigração clandestina no Mar Mediterrâneo.

## Organização

### Chefe do Estado-Maior da Força Aérea
O Chefe do Estado-Maior da Força Aérea (CEMFA) é a designação do comandante supremo da Força Aérea Portuguesa. É o principal colaborador do Ministro da Defesa Nacional e do Chefe do Estado-Maior General das Forças Armadas (CEMGFA) em todos os assuntos respeitantes à Força Aérea. O actual CEMFA é o General Piloto-Aviador João Cartaxo Alves.
A 4 de Novembro de 2018, o Estado-Maior da Força Aérea foi agraciado com o grau de Membro-Honorário da Ordem Militar da Torre e Espada, do Valor, Lealdade e Mérito.

#### Órgãos de Apoio ao CEMFA
O CEMFA tem uma série de órgãos de apoio que o ajudam no exercício das suas funções:
- O Vice-Chefe do Estado-Maior da Força Aérea (VCEMFA), que é um Tenente-General hierarquicamente superior a todos os oficiais do seu posto, exerce todas as competências que lhe sejam delegadas pelo CEMFA, substituindo o mesmo nos seus impedimentos e ausências. Tem na sua dependência o Serviço de Documentação da Força Aérea, a Unidade de Apoio de Lisboa e o Sub-Registo;[20]
- O Gabinete do Chefe do Estado-Maior da Força Aérea (GABCEMFA), que apoia o CEMFA no exercício das suas funções e tem na sua dependência as Relações Públicas, o Ajudante de Campo do CEMFA e o Assessor do CEMFA para a Categoria de Sargentos;[21]
- O Estado-Maior da Força Aérea (EMFA), cuja missão é apoiar as decisões do CEMFA através de estudos à actividade da Força Aérea e coordenar a execução das acções delas resultantes, tem na sua dependência o Subchefe do EMFA;[22]
- O Departamento Jurídico da Força Aérea (DJFA), que conduz os assuntos de natureza jurídica da FAP;[23]
- A Academia da Força Aérea (AFA), cuja missão é formar os Oficiais do quadro permanente da Força Aérea;[24]
- A Direcção de Finanças da Força Aérea (DFFA), que assegura a administração dos recursos financeiros de acordo com os planos e directivas do CEMFA, e tem na sua dependência o Serviço Administrativo e Financeiro;[25]
- Os Órgãos de Conselho, que apoia as decisões de CEMFA em assuntos especiais e importantes na preparação, disciplina e administração da FAP, tendo na sua dependência o Conselho Superior da Força Aérea, o Conselho Superior de Disciplina da Força Aérea e a Comissão Histórico-Cultural da Força Aérea;[26]
- A Inspeção-Geral da Força Aérea, que apoia o CEMFA no exercício da função de controlo e avaliação, prevenção e investigação de acidentes;[27]
- Os Órgãos de Natureza Cultural, que asseguram as actividades de apoio geral da Força Aérea, cuidando do património histórico-cultural aeronáutico, tendo na sua dependência o Museu do Ar, o Arquivo Histórico da Força Aérea, a Banda de Música da Força Aérea e a Revista Mais Alto.[28]

### Comando de Pessoal da Força Aérea
O Comando de Pessoal da Força Aérea tem como missão administrar os recursos humanos para a execução dos planos e directivas aprovadas pelo CEMFA. É da responsabilidade deste comando distribuir os militares pelas unidades de acordo com as necessidades de serviço, prestar assistência médico-sanitária, preparar planos de mobilização de pessoal, administrar a justiça e a disciplina, desenvolver acções culturais, assegurar a assistência religiosa do pessoal, prestar assistência social e promover o bem-estar das forças.
Dentro deste comando encontra-se a Direcção de Instrução, que é responsável pela instrução e actividades físicas, a Direcção de Pessoal, que gere os recursos humanos, a Direcção de Saúde, que trata dos assuntos médico-sanitários e tem na sua dependência hierárquica o Centro de Medicina Aeronáutica e o Centro de Psicologia da Força Aérea, o Centro de Assistência Religiosa, o Centro de Formação Militar e Técnica da Força Aérea, responsável por ministrar o pessoal da Força Aérea em diversos cursos, na instrução básica e complementar dos Praças e no curso de formação de Sargentos, o Centro de Recrutamento da Força Aérea, que trata dos assuntos inerentes ao recrutamento e apoia os militares que se encontram fora da efectividade de serviço, o Serviço de Acção Social, que assegura o apoio social ao pessoal da FAP e o Serviço de Justiça e Disciplina, que trata dos assuntos de justiça e disciplina.

### Comando da Logística da Força Aérea
O Comando da Logística da Força Aérea tem como missão administrar os recursos materiais, de comunicações, sistemas de informação e infraestruturas da Força Aérea, garantindo também o cumprimento dos requisitos para a certificação da navegabilidade das aeronaves da FAP.
Dentro deste comando encontra-se a Direcção de Abastecimento e Transportes, que dirige tecnicamente o abastecimento, aquisição e gestão de recursos materiais da Força Aérea, a Direcção de Comunicações e Sistemas de Informação, que administra os sistemas de comunicação e informação, a Direcção de Engenharia e Programas, que trata dos projectos de modernização e gestão do sistema de armas e de aeronaves, a Direcção de Infraestruturas, que dirige o planeamento, construção, recuperação e conservação de infraestruturas, a Direcção de Manutenção de Sistemas de Armas, que gere o sustentação dos sistemas de armas, armamento e equipamento de voo e dos equipamentos de apoio e viaturas, e o Depósito Geral de Material da Força Aérea, que recebe, armazena e distribui o material da FAP sujeito a gestão centralizada.

### Comando Aéreo
O Comando Aéreo tem como missão apoiar o exercício de comando do CEMFA, tratando da preparação, aprontamento e sustentação das forças e meios da componente operacional da Força Aérea, o cumprimento de missões, o comando e controlo da actividade aérea, e a administração directa das unidades e órgãos e componente fixa, assim como da segurança militar das unidades e órgãos da Força Aérea.

#### Zonas, bases aéreas e aeródromos

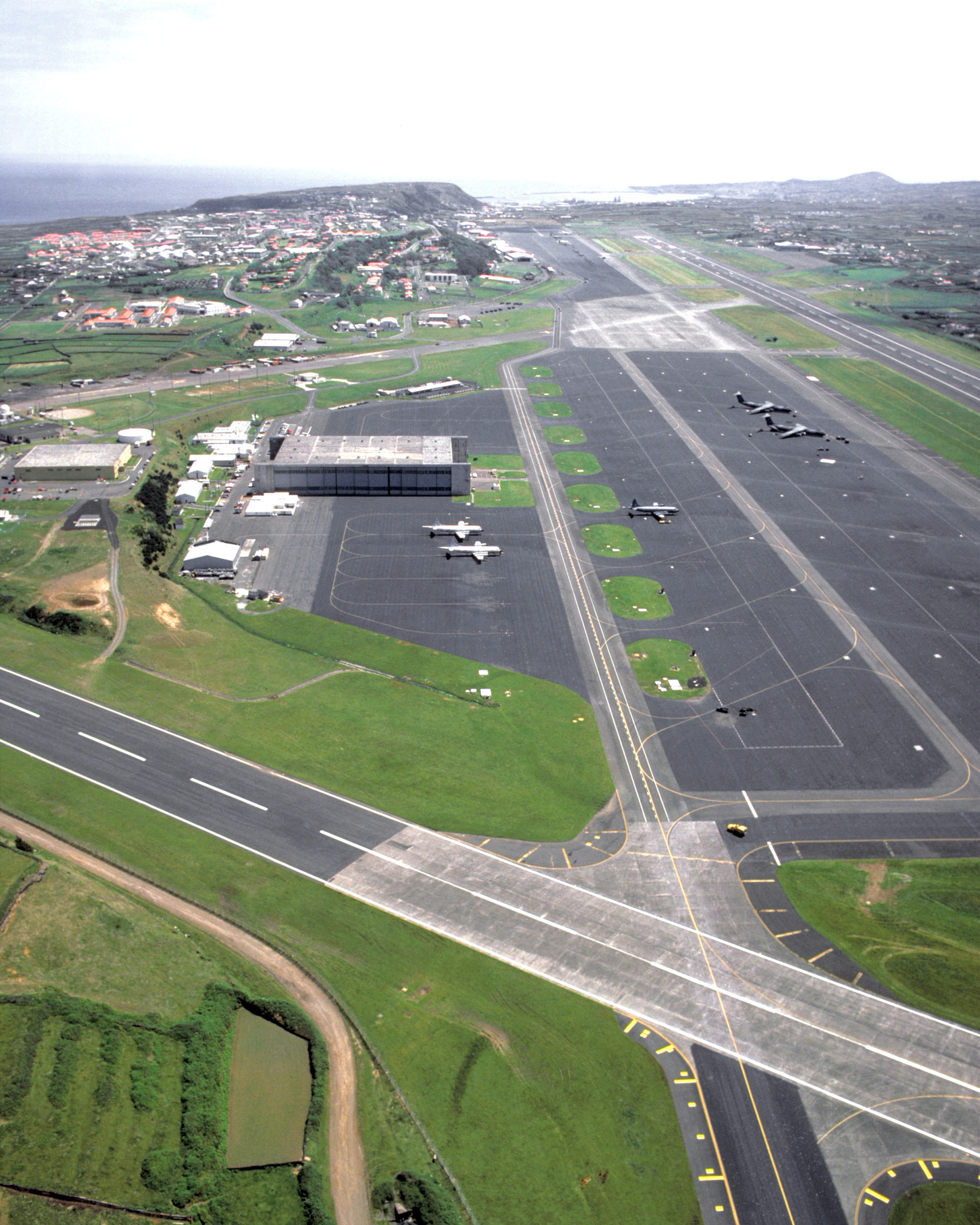
Fotografia aérea da Base Aérea das Lajes, em 1989

A Força Aérea tem duas zonas aéreas, a Zona Aérea da Madeira, que ainda não se encontra operacional, e a Zona Aérea dos Açores (ZAA), que tem como missão assegurar a prontidão dos sistemas de armas (quando atribuídos) e da actividade aérea na sua área de responsabilidade. A FAP tem actualmente cinco bases aéreas e três aeródromos:
- A Base Aérea N.º 1, localizada em Sintra, na qual se situa a Academia da Força Aérea e o Museu do Ar;[34]
- A Base Aérea N.º 4, situada na Ilha Terceira, Açores, é hierarquicamente dependente da ZAA e tem um destacamento da Esquadra 502, que opera uma aeronave C-295 e um destacamento da Esquadra 751, que opera dois helicópteros EH-101. Nesta base está também situado o 65th ABG, um grupo da Força Aérea dos Estados Unidos;[35]
- A Base Aérea N.º 5, localizada em Monte Real;[36]
- A Base Aérea N.º 6, localizada no Montijo;[37]
- A Base Aérea N.º 8, localizada em Ovar (antigo Aeródromo de Manobra N.º 1);[38][39]
- A Base Aérea N.º 11, localizada em Beja;[40]
- O Aeródromo de Manobra N.º 3, localizado em Porto Santo;[41]
- O Aeródromo de Trânsito N.º 1, localizado em Figo Maduro, Lisboa, nas imediações do Aeroporto Internacional da Portela.[42]

#### Estações e órgãos de componente fixa

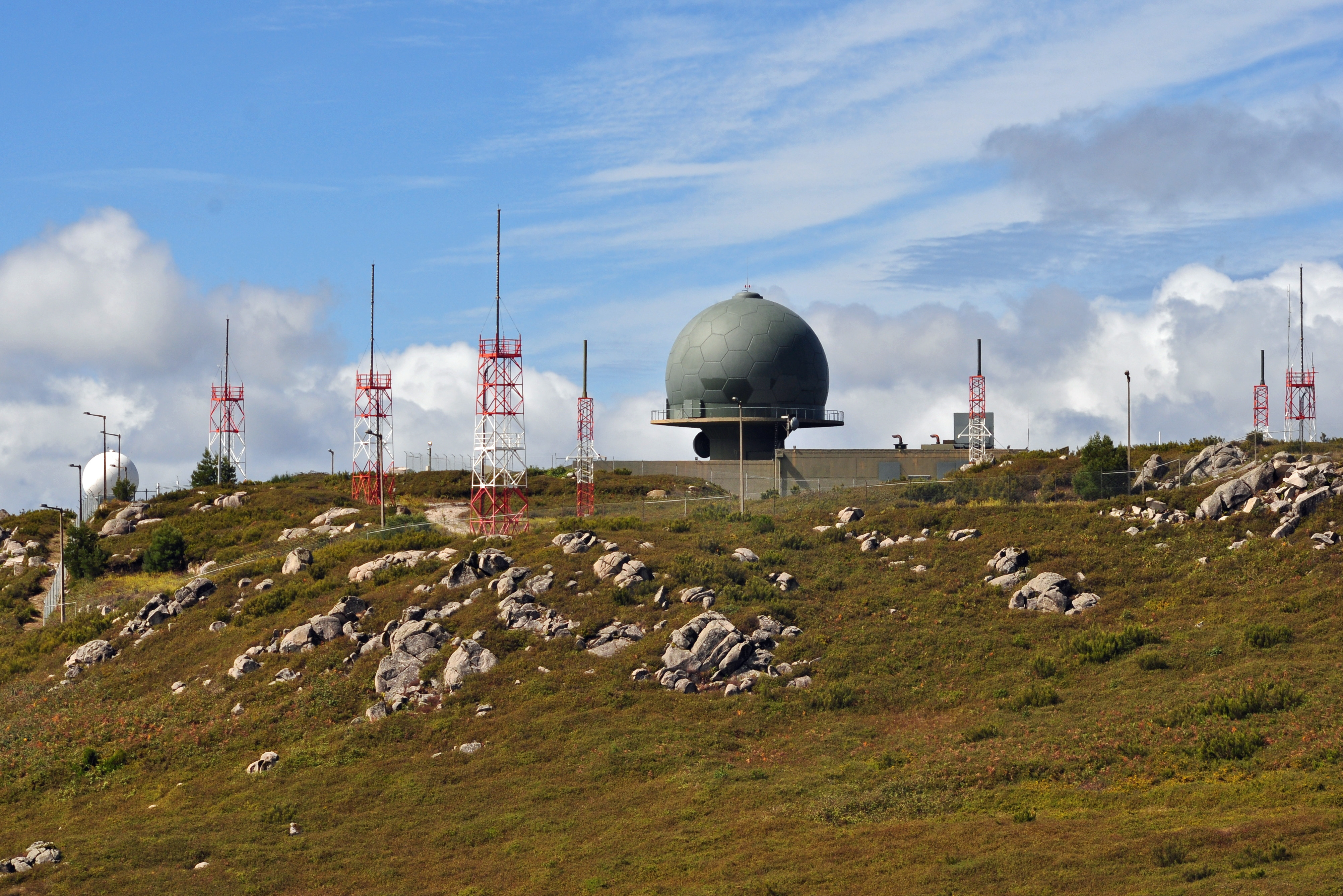
Infraestruturas da Estação de Radar N.º 1

A Força Aérea Portuguesa tem também quatro estações de radar e detecção, que compõem uma componente essencial na defesa do espaço aéreo nacional, assim como vários órgãos de componente fixa que complementam a especialização do pessoal e do carácter operacional da FAP:
- A Estação de Radar N.º 1, em Monchique;[43]
- A Estação de Radar N.º 2, em Paços de Ferreira;[44]
- A Estação de Radar N.º 3, em Montejunto;[45]
- A Estação de Radar N.º 4, no Pico do Arieiro;[46]
- O Campo de Tiro, em Alcochete, que disponibiliza à Força Aérea, ao Exército, à Marinha, às forças de segurança e às indústrias de defesa um espaço e segurança necessário para a realização de experiências e testes com armamento de treino e real, assim como a armazenagem de material de guerra;[47]
- O Centro de Treino de Sobrevivência da Força Aérea, no Montijo, que ministra cursos de salvamento e sobrevivência em ambientes de natureza nuclear, radiológica, biológica e química, assim como nos domínios e inativação de engenhos explosivos;[48]
- O Centro de Treino Cinotécnico da Força Aérea, em Maceda, que ministra cursos de instrutores, monitores e tratadores de cães militares;[49]
- O Núcleo da Protecção da Força, em Alcochete, que treina e apronta a Unidade de Protecção da Força (UPF).[50]

#### Esquadras

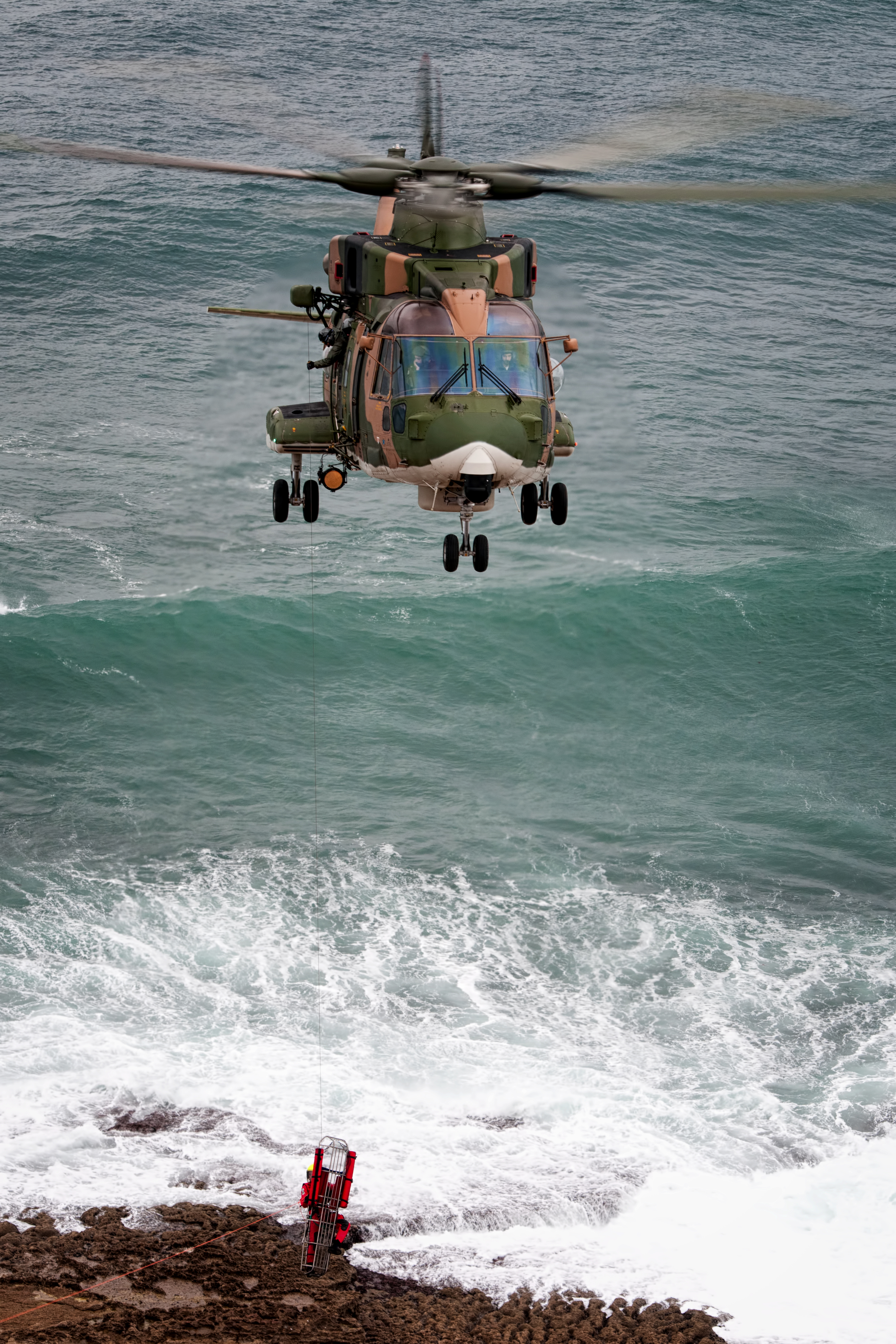
Um EH-101 da Esquadra 751 a realizar um treino de busca e salvamento junto à costa portuguesa

As aeronaves da Força Aérea Portuguesa estão dispostas por 14 esquadras:
- Esquadra 101 "Roncos" - ministra instrução elementar e básica de pilotagem, operando aeronaves Aerospatiale Epsilon-TB 30;
- Esquadra 201 "Falcões" - executa operações de defesa aérea e de ataque convencional, operando caças Lockheed Martin F-16M;
- Esquadra 301 "Jaguares" - executa operações de defesa aérea e de ataque convencional, operando caças Lockheed Martin F-16M;
- Esquadra 501 "Bisontes" - executa operações de transporte aéreo e de busca e salvamento, operando aviões Lockheed C-130 Hercules;
- Esquadra 502 "Elefantes" - executa operações de transporte aéreo, busca e salvamento, vigilância marítima, reconhecimento e fotografia aérea e participa na instrução de navegadores, operando aviões EADS CASA C-295M;
- Esquadra 504 "Linces" - realiza transporte aéreo de carácter especial, operando aviões a jato Dassault Falcon 50 e Dassault Falcon 900;
- Esquadra 506 "Rinocerontes" - executa operações de transporte aéreo e de busca e salvamento, operando aviões Embraer KC-390 Millennium;
- Esquadra 551 "Panteras" - executa operações de combate a incêndios e transporte aéreo, operando helicópteros UH-60 Black Hawk;
- Esquadra 552 "Zangões" - executa operações de transporte aéreo, busca e salvamento, reconhecimento, apoio tático e geral, e ministra instrução básica e avançada de helicópteros, operando helicópteros AgustaWestland AW119 Koala;
- Esquadra 601 "Lobos" - executa operações aéreas em ambiente marítimo, operando aviões Lockheed P-3C Orion CUP+;
- Esquadra 751 "Pumas" - realiza missões de apoio táctico e de busca e salvamento, operando helicópteros Agusta-Westland EH101 Merlin;
- Esquadra 752 "Fénix" - realiza missões de apoio táctico e de busca e salvamento nos Açores, operando helicópteros Agusta-Westland EH-101 Merlin;
- Esquadra 802 "Águias" - efetua os estágios de seleção de voo aos candidatos à Academia da Força Aérea e ministra a instrução elementar em aviões Chipmunk MK 20 e planadores Blanik e ASK-21;
- Esquadra 991 "Harpias" - efetua missões de vigilância e reconhecimento, operando veículos aéreos não tripulados UAVision OGASSA OGS 42N/VN.

Em teoria, cada esquadra é composta por 25, 12 ou 6 aparelhos do mesmo tipo. As esquadras com mais aeronaves dividem-se em esquadrilhas de 4 a 8 aparelhos. Na sua designação, as esquadras recebem uma numeração de 3 algarismos, em que o primeiro indica a sua missão primária:
1. Instrução
2. Caça
3. Ataque
4. Reconhecimento
5. Transporte
6. Patrulha marítima
7. Busca e Salvamento
8. Especial

O segundo algarismo indica o tipo de aeronave operado pela esquadra, sendo que 0 indica que a esquadra opera aeronaves de asa fixa, 1 significa aeronaves mistas e o 5 aeronaves de asa móvel. O terceiro algarismo indica o número dado à esquadra, como por exemplo, a primeira esquadra de transporte de asa fixa é a 501 e a segunda é a 502. Se uma terceira for criada, terá o número 503.

## Aeronaves
Segue-se uma lista das aeronaves activas da Força Aérea Portuguesa, na qual estão incluídos planadores da Academia da Força Aérea.
Dados: World Directory of Modern Military Aircraft
| Aeronave                                                   | Origem                | Missão | Variante                  | Quantidade                                       | Esquadra                                            | Imagem             | Refs                 |
| Caça e bombardeiro                                         | Caça e bombardeiro    | Caça e bombardeiro | Caça e bombardeiro        | Caça e bombardeiro                               | Caça e bombardeiro                                  | Caça e bombardeiro | Caça e bombardeiro   |
| ---------------------------------------------------------- | --------------------- | --- | ------------------------- | ------------------------------------------------ | --------------------------------------------------- | ------------------ | -------------------- |
| F-16AM Fighting Falcon                                     | Estados Unidos        | Luta Aérea Defensiva Luta Aérea Ofensiva                                                                                      | F-16AM MLU                | 24                                               | Esquadra 201 - "Falcões" Esquadra 301 - "Jaguares"  |                    | [ 54 ]               |
| F-16BM Fighting Falcon                                     | Estados Unidos        | Luta Aérea Defensiva Luta Aérea Ofensiva Instrução                                                                            | F-16BM MLU                | 4                                                | Esquadra 201 - "Falcões" Esquadra 301 - "Jaguares"" |                    | [ 55 ]               |
| Apoio Aéreo Próximo                                        |                       | |                           |                                                  |                                                     |                    |                      |
| Embraer EMB-314 Super Tucano                               | Brasil Portugal       | Apoio Aéreo Próximo | A-29N                     | 12 encomendados                                  | Esquadra 103 - "Caracóis"                           |                    | [ 56 ]               |
| Guerra antissubmarina, antissuperfície e patrulha marítima |                       | |                           |                                                  |                                                     |                    |                      |
| CASA C-295                                                 | Espanha               | Patrulha Marítima Busca e Salvamento                                                                                          | Persuader                 | 5                                                | Esquadra 502 - "Elefantes"                          |                    | [ 54 ]               |
| Lockheed P-3 Orion                                         | Estados Unidos        | Busca e Salvamento Vigilância e Reconhecimento Guerra AntiSuperfície Guerra AntiSubmarina                                     | P-3C CUP + Orion Block II | 9 + 2 encomendados                               | Esquadra 601 - "Lobos"                              |                    | [ 54 ]               |
| Transporte aéreo                                           |                       | |                           |                                                  |                                                     |                    |                      |
| Embraer C-390 Millennium                                   | Brasil Portugal       | Transporte Aéreo | KC-390                    | 3 + 3 encomendados                               | Esquadra 506 -"Rinocerontes"                        |                    | [ 59 ]               |
| C-130 Hercules                                             | Estados Unidos        | Transporte Aéreo | C-130H/H-30               | 4(as aeronaves modernizadas , no ativo até 2040) | Esquadra 501 - "Bisontes"                           |                    | [ 54 ]               |
| CASA C-295                                                 | Espanha               | Transporte Aéreo | C-295M                    | 7                                                | Esquadra 502 - "Elefantes"                          |                    | [ 54 ]               |
| Missões especiais                                          |                       | |                           |                                                  |                                                     |                    |                      |
| Falcon 50                                                  | França                | Transporte Aéreo Evacuação Médica                                                                                             |                           | 2                                                | Esquadra 504 - "Linces"                             |                    | [ 54 ]               |
| Falcon 900                                                 | França                | Transporte Aéreo Evacuação Médica                                                                                             | 900B                      | 1                                                | Esquadra 504 - "Linces"                             |                    | [ 60 ]               |
| Luta aérea contra os incêndios                             |                       | |                           |                                                  |                                                     |                    |                      |
| Canadair CL-515                                            | Canadá                | Combate a Incêndios |                           | 2 encomendados                                   |                                                     |                    | [ 61 ]               |
| Helicópteros                                               |                       | |                           |                                                  |                                                     |                    |                      |
| EH-101 Merlin                                              | Reino Unido Itália    | Transporte Aéreo Busca e Salvamento Vigilância e Reconhecimento                                                               |                           | 12                                               | Esquadra 751 - "Pumas"                              |                    | [ 54 ]               |
| Sikorsky UH-60                                             | Estados Unidos        | Combate a Incêndios Transporte Aéreo Vigilância e Reconhecimento                                                              | UH-60A                    | 4+5 encomendados                                 | Esquadra 551 - "Panteras"                           |                    | [ 62 ]               |
| AgustaWestland AW119 Koala                                 | Itália Estados Unidos | Instrução Básica Busca e Salvamento Vigilância e Reconhecimento Instrução Complementar Conversão Operacional Transporte Aéreo | AW119Kx                   | 7                                                | Esquadra 552 - "Zangões"                            |                    | [ 54 ]               |
| Eurocopter AS350 Ecureuil                                  | França                | Combate a Incêndios Transporte Aéreo Vigilância e Reconhecimento                                                              | AS350 B3                  | 3                                                |                                                     |                    | [ 63 ] [ 64 ] [ 65 ] |
| Instrução                                                  |                       | |                           |                                                  |                                                     |                    |                      |
| Epsion TB-30                                               | França · Portugal     | Instrução Elementar Instrução Básica                                                                                          |                           | 16                                               | Esquadra 101 - "Roncos"                             |                    | [ 54 ]               |
| OGMA DHC-1 Chipmunk                                        | Portugal              | Instrução Básica | Mk 20                     | 7                                                | Esquadra 802 - "Águias"                             |                    | [ 54 ]               |
| Schleicher ASK 21                                          | Alemanha              | Instrução Básica |                           | 4                                                | Esquadra 802 - "Águias"                             |                    | [ 66 ]               |
| Veículos aéreos não tripulados                             |                       | |                           |                                                  |                                                     |                    |                      |
| UAVision OGASSA OGS42                                      | Portugal              | Patrulha Prevenção de Incêndios Vigilância Florestal Vigilância e Reconhecimento                                              | OGS42N/VN                 | 12                                               | Esquadra 991 - "Harpias"                            |                    | [ 67 ] [ 68 ]        |

## Militares
A Força Aérea Portuguesa tem um efectivo de aproximadamente 6799 militares activos, que se dividem em três categorias: Oficiais, Sargentos e Praças. Dentro das três categorias existem militares em regime de contrato, sendo que apenas na categoria de Oficiais e Sargentos se pode ingressar nos Quadros Permanentes, uma forma de prestação de serviço na qual se pode fazer uma carreira de vários anos dentro das fileiras; para o acesso aos quadros na categoria de Sargento, é necessário a conclusão com sucesso do Curso de Formação de Sargentos, e para o acesso aos quadros na categoria de Oficiais é necessário concluir um de dois cursos: o Estágio Técnico-Militar ou o Curso de Mestrado em Aeronáutica Militar.

### Especialidades
Uma série de especialidades foram surgindo ao longo da história da Força Aérea para que os seus militares estivessem qualificados para uma série de serviços e operações onde pudesse ser garantido o cumprimento da missão geral da força. Abaixo, segue uma lista de especialidades da categoria de Oficiais e de Praças; relativamente à categoria de Sargentos, todas as especialidades dos Praças seguem com a mesma denominação para a categoria de Sargentos, com excepção das especialidades CAUT, SHS, Clarim e SS.

#### Oficiais
- Piloto Aviador (PILAV)
- Administração Aeronáutica (ADMAER)
- Engenharia Electrotécnica (ENGEL)
- Engenharia Aeronáutica (ENGAER)
- Engenharia de Aeródromos (ENGAED)
- Médico (MED)
- Navegadores (NAV)
- Técnico de Saúde (TS)
- Técnico de Abastecimento (TABST)
- Técnico de Informática (TINF)
- Técnico de Pessoal e Apoio Administrativo (TPAA)
- Técnico de Manutenção de Material Eletrotécnico (TMMEL)
- Técnico de Manutenção de Armamento e Equipamento (TMAEQ)
- Técnico de Manutenção de Material Aéreo (TMMA)
- Técnico de Manutenção de Material Terrestre (TMMT)
- Técnico de Operações de Circulação Aérea e Radar de Tráfego (TOCART)
- Técnico de Operações de Meteorologia (TOMET)
- Técnico de Operações de Comunicações e Criptografia (TOCC)
- Técnico de Operações de Deteção e Conduta de Interceção (TODCI)
- Técnico de Operações (TOPS)
- Polícia Aérea (PA-OFI)
- Psicólogo (PSI)
- Jurista (JUR)
- Recursos Humanos e Logística (RHL)

#### Praças
- Abastecimento (ABST)
- Operadores de Sistemas de Assistência e Socorro (OPSAS)
- Construção e Manutenção de Infra-Estruturas (CMI)
- Serviço de Hotelaria e Subsistências (SHS)
- Operadores de Informática (OPINF)
- Músicos (MUS)
- Policia Aérea (PA)
- Serviço de Saúde (SS)
- Secretariado e Apoio dos Serviços (SAS)
- Condutor-Auto (CAUT)
- Clarins (CLAR)
- Mecânico de Armamento e Equipamento (MARME)
- Mecânicos de Eletricidade (MELECT)
- Mecânicos de Eletricidade e Instrumentos de Avião (MELIAV)
- Mecânico de Eletrónica (MELECA)
- Mecânico de Material Aéreo (MMA)
- Mecânico de Material Terrestre (MMT)
- Operador de Comunicações (OPCOM)
- Operadores Radaristas de Deteção (OPRDET)
- Operador de Meteorologia (OPMET)
- Operador de Circulação Aérea e Radarista de Tráfego (OPCART)
- Operações (OPS)

### Postos

#### Oficiais
A categoria de Oficias é dividida em três sub-categorias: Oficiais Generais, Oficiais Superiores e Oficiais Subalternos. Segue-se uma tabela com os postos:
| Passadeira |         |                  |                 |                     |         |                  |       |         |         |         |                     | Várias       |
| Designação | General | Tenente- General | Major- -General | Brigadeiro- General | Coronel | Tenente- Coronel | Major | Capitão | Tenente | Alferes | Aspirante a Oficial | Cadete aluno |

#### Sargentos
A categoria de Sargentos é composta pelos seguintes postos:
| Passadeira |               |               |               |               |               |               |                 |                 |                    |                    |                    |                    |                   |                   |         |         |                  |                  |
| Designação | Sargento- Mor | Sargento- Mor | Sargento- Mor | Sargento- Mor | Sargento- Mor | Sargento- Mor | Sargento- Chefe | Sargento- Chefe | Sargento- Ajudante | Sargento- Ajudante | Primeiro- Sargento | Primeiro- Sargento | Segundo- Sargento | Segundo- Sargento | Furriel | Furriel | Segundo- Furriel | Segundo- Furriel |

#### Praças
A categoria de Praças é composta pelos seguintes postos:
| Passadeira |               |               |                |               |         |         |         |         |         |         |                  |
| Designação | Cabo- Adjunto | Cabo- Adjunto | Primeiro- Cabo | Segundo- Cabo | Soldado | Soldado | Soldado | Soldado | Soldado | Soldado | Soldado- Recruta |

## Cultura

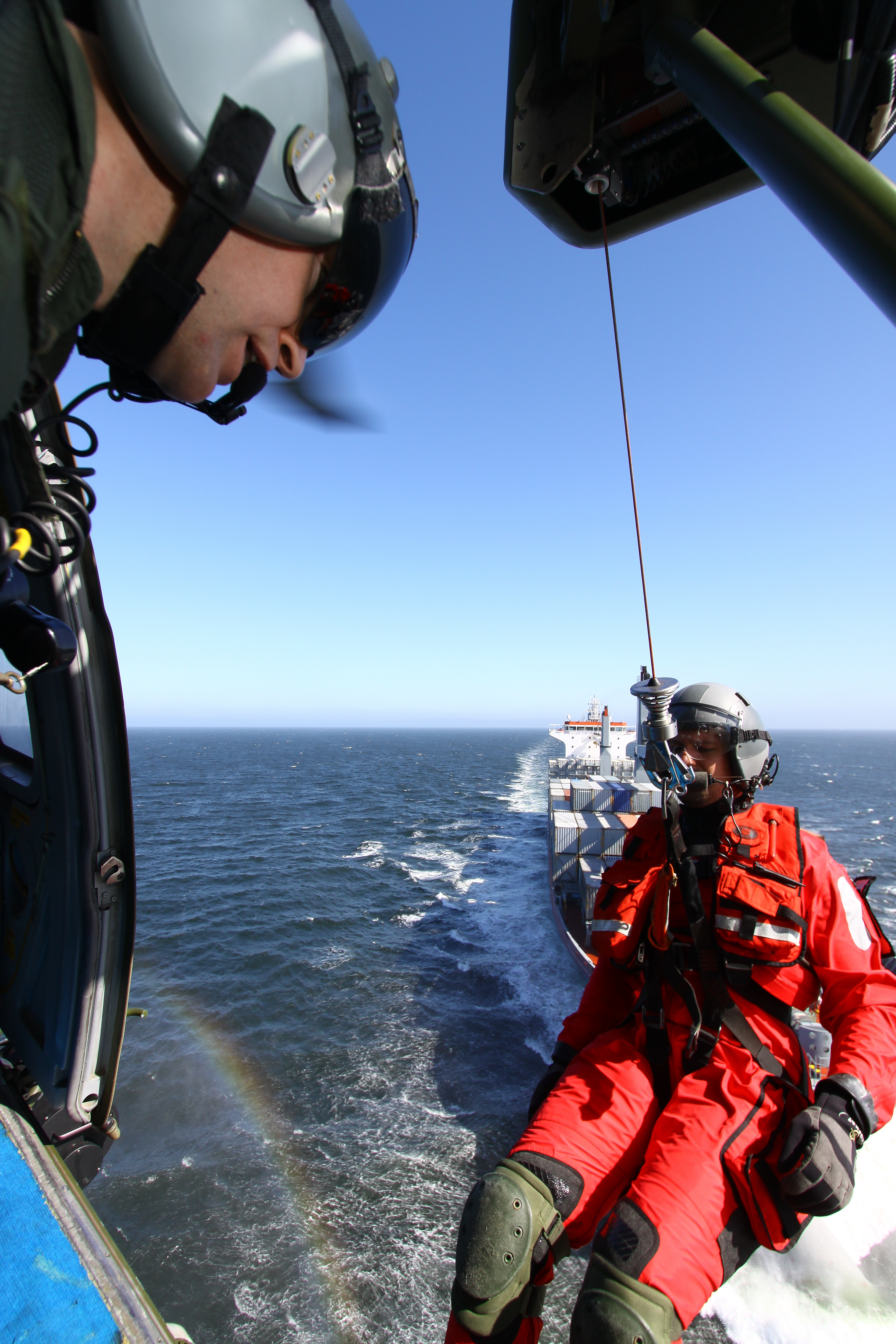
Uma missão de busca e salvamento, uma das várias maneiras que a Força Aérea tem para prestar apoio à população

O impacto da Força Aérea Portuguesa na cultura e no quotidiano português tem vindo a aumentar ao longo da sua existência. Depois de se estabelecer como ramo independente, a Força Aérea iniciou o lançamento de uma revista de assuntos intrinsecamente aeronáuticos, a Mais Alto, com a primeira edição a ser lançada em Abril de 1959. Ao longo dos anos, veio a apresentar-se cada vez mais como um ramo independente do Exército e da Marinha, sendo conhecida em todo o todo o país como a "Força Aérea". Na rádio, a FAP marca presença com a Rádio Lajes, uma emissora que remonta a 20 de Junho de 1947 e que, desde então, se encontra na Base Aérea N.º 4. No cinema, é recordada por ter sido retratada no filme Capitães de Abril, que foi lançado no dia 21 de Abril de 2000. Na música, a FAP é representada pela Banda de Música da Força Aérea, um órgão musical que realiza missões de guarda de honra, paradas militares, entre outras cerimónias, viajando com frequência para o estrangeiro para a realização de concertos do mais alto nível, em países como a Alemanha, Bélgica, Países Baixos e Inglaterra, sendo um meio de prestígio da música portuguesa, da força aérea, e de Portugal.
A nível de contacto com a população e de património, a Força Aérea Portuguesa tinha, até 2015, um património global no valor de 6,791 mil milhões de euros, composto maioritariamente por terrenos, infraestruturas, edifícios, bens e equipamentos militares. No âmbito da busca e salvamento, a Força Aérea tem presença constante junto da protecção civil, realizando missões de busca e salvamento sempre que há solicitação. A Esquadra 751 "Pumas", no dia 15 de Dezembro de 2016, celebrou a marca de 3500 vidas salvas, um serviço à população que existe há 38 anos e que, actualmente, conta com o apoio de cerca de uma centena de militares e doze helicópteros EH-101 em prontidão 24 horas por dia.